# Traité d'Aranjuez (1779)
Pour les articles homonymes, voir Traité d'Aranjuez.

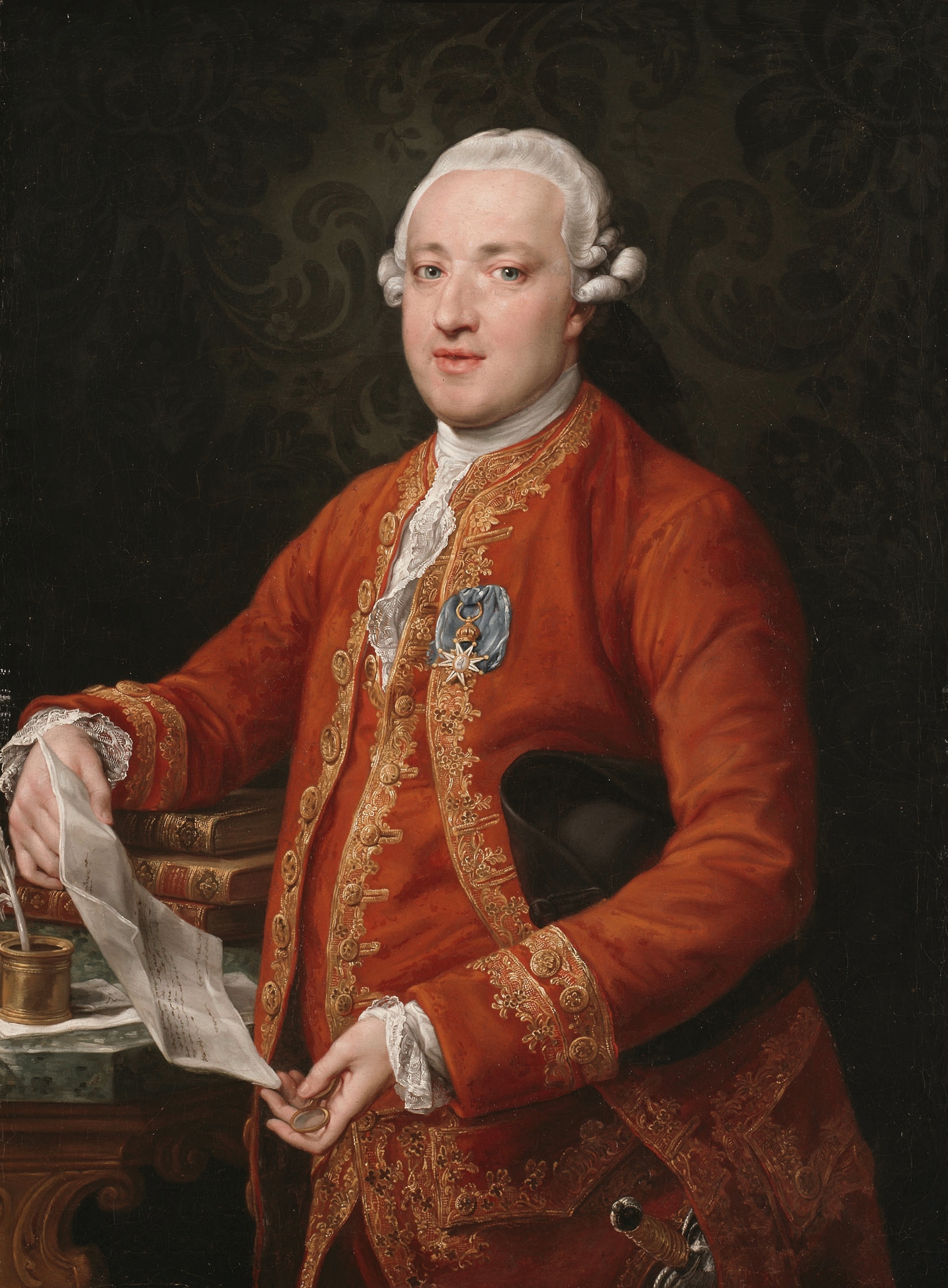
José Moñino, comte de Floridablanca

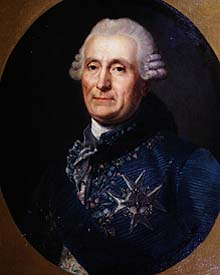
Charles Gravier, comte de Vergennes.

Le traité d'Aranjuez est un accord entre la France et l'Espagne signé à Aranjuez le 12 avril 1779 par le diplomate français Charles Gravier, comte de Vergennes et le premier ministre espagnol, le comte de Floridablanca, selon lequel l'Espagne intervenait dans la guerre d'indépendance des États-Unis.
Considéré comme faisant partie des dénommés Pactes de Famille, il établissait l'engagement des deux puissances européennes pour envahir ensemble la Grande-Bretagne (chose qui ne s'est finalement pas réalisée), la récupération par l'Espagne de Gibraltar, de Minorque (1782), de la Floride (1783) et du Honduras britannique, ainsi que la suspension des droits commerciaux de marchands de bois anglais sur la côte de Campeche. De son côté, la France exigeait l'expulsion des Britanniques de Terre-Neuve, la récupération du Sénégal, le droit de commerce avec l'Inde, et la prise de possession de la Dominique.
L'expédition contre l'Angleterre, mal préparée, tourne au fiasco : les retards s'accumulent, la Royal Navy évite le combat, la plupart de ses vaisseaux étant dispersés sur des mers lointaines, et la flotte franco-espagnole, manquant d'eau et de vivres, ravagée par le scorbut, doit rentrer à ses bases.
La participation de l'Espagne dans la guerre d'indépendance des États-Unis contribuera pourtant à saper l'hégémonie maritime britannique et permettra à la France et à l'Espagne d'obtenir une paix satisfaisante au traité de Versailles de 1783.